# 4030 Archenhold
A 4030 Archenhold (ideiglenes jelöléssel 1984 EO1) a Naprendszer kisbolygóövében található aszteroida. Henri Debehogne fedezte fel 1984. március 2-án.